# Great Lumley
Great Lumley – wieś i civil parish w Anglii, w hrabstwie Durham. Leży 8 km na północ od miasta Durham i 382 km na północ od Londynu. W 2011 roku civil parish liczyła 3684 mieszkańców.